# Bradunia
Bradunia is een geslacht van vlinders van de familie spinneruilen (Erebidae), uit de onderfamilie Calpinae.

## Soorten
- B. basistriga Hampson, 1926
- B. costigutta Schaus, 1916
- B. guanabana Schaus, 1916
- B. improba Schaus, 1916
- B. macella Dognin, 1914